# Алахуела (провинция)
Алахуела (на испански: Alajuela) е една от 7-те провинции на централноамериканската държава Коста Рика. Алахуела се намира в централно-северната част на страната. Провинцията е с население от 848 146 жители (по преброяване от май 2011 г.) и обща площ от 9757,53 km².

## Кантони
Алахуела е разделена на 15 кантона, някои от тях са:
1. Алфаро Руис
2. Оротина
3. Сан Карлос
4. Сан Рамон